# Azijski tigrasti komarac
Azijski tigrasti komarac, (Aedes (Stegomyia) albopictus, Skuse, 1894.), biološki je i epidemiološki značajna vrsta komaraca čije se širenje u svijetu pažljivo prati u posljednjih dvadesetak godina. Postao je značajna napast u mnogim zajednicama zbog svoje tijesne povezanosti s čovjekom koja je izraženija nego život u vlažnoj klimi. Uobičajeno leti i hrani se i za dana uz prisutnost za vrijeme smrkavanja, i zore. Karakteriziraju ga bijeli pojasevi na tijelu i nogama. Prisutna je u susjednoj Italiji (više 15 godina) i Crnoj Gori (više od 5), stoga je širenje na područje Hrvatske bilo očekivano. Od prvog pronalaska azijskog tigrastog komarca u Zagrebu i Hrvatskoj protekle su dvije godine (stanje 2006.). Tijekom samo dvije godine tigrasti komarac pronađen je na čitavom području priobalja, od Istre do Dubrovnika. Uspješan u svom naglom širenju i osvajanju novih prostora, zdravstveno značajan kao molestant – napasnik i kao potencijalni prijenosnik različitih arbovirusa i parazita,  uključujući virus žute groznice, denga virus, i virus Chikungunya groznice.  kao i neke končaste okrugle crve kao što su srčani crv Dirofilaria immitis.

## Uvod
Izvorno tropska i subtropska vrsta jugoistočne Azije, komarac St.  albopicta (Ae. albopictus) širi se svijetom od kraja 1970-ih. Danas je rasprostranjen na svim kontinentima. Najčešći način prijenosa u nova područja je gumama u koje komarac polaže jajašca. U Europi je zabilježen prvi put 1979. godine u Albaniji. Od 1990. kada je donesen iz SAD-a u Italiju, do 1999. proširio se u devet talijanskih regija s najvećom infestacijom u sjeveroistočnom dijelu zemlje. Do 2004., kada Zagreb bilježi prvi nalaz ove vrste u Hrvatskoj, vrsta je prisutna u pet zemalja Europe (Italija, Francuska, Belgija, Crna Gora i Švicarska). Tijekom perioda od samo dvije godine tigrasti komarac pronađen je i proširio se do danas u još pet zemalja. Osim Hrvatske, to su Španjolska, Nizozemska, Slovenija i Grčka.
St. albopicta (Ae. albopictus) biološki je i zdravstveno značajna vrsta komaraca. Biološki značaj proizlazi iz sposobnosti brzog širenja - lakog osvajanja umjetnih legla i prilagodljivosti novim uvjetima pri čemu istiskuje druge vrste, osobito vrstu Culex pipiens u urbanim leglima. Sa zdravstvenog stajališta važan je kao molestant - napasnik - vrlo agresivna dnevnoaktivna vrsta; još značajnije, važan je zbog sposobnosti prenošenja različitih arbovirusa od kojih je najznačajniji virus dengue.

## Biologija vrste
Premda su izvorna staništa ove vrste duplje drveća u tropskim šumama, vrsta je razvila prilagodbu na umjetna staništa među kojima se posebno ističu gume kao najpogodnije mjesto za polaganje jajašaca. U tropskom području komarac je aktivan tijekom cijele godine, dok je u umjerenim klimatskim područjima svijeta razvio način prezimljavanja u stadiju jajašca. Prilagodba vrste umjetnim leglima, te otpornost jajašaca na hladnoću i isušivanje, omogućili su prenošenje i prilagođavanje vrste u novim područjima. Tijekom stajanja na otvorenom, u gumama se nakuplja kišnica i organske tvari (najčešće otpalo lišće) što osigurava mjesto za razvoj komaraca. U povoljnim uvjetima jajašca se mogu izleći unutar nekoliko sati, a za nekoliko dana iz jajašaca se razviju odrasle jedinke. Premda na širenje vrste utječu temperatura, količina oborina, vlažnost i dužina svijetlog dijela dana, vrsta uspješno osvaja nova područja svijeta.
Odrasle jedinke su karakterističnog izgleda, prekrivene crnim sjajnim ljuskama i izrazito srebrno bijelim ljuskama na člancima nogu i pipalima. Na stražnjem dijelu prsa nalazi se bijela pruga te nakupine bijelih ljuskica. Krilatica je srednje veliki komarac (do 10 mm), mužjaci su obično manji od ženki.
Ženka polaže jajašca pojedinačno, najčešće iznad vodene površine na tamne, grube i okomite podloge. Jajašca mogu podnijeti isušivanje do godinu dana što olakšava njihov transport u gumama na prekooceanske udaljenosti. Iz jajašca se razvija ličinka. Brzina razvoja ličinki ovisi o temperaturi i količini hranjivih tvari u vodi. U laboratorijskim uvjetima pri temperaturi blizu 25oC i s dovoljnom količinom hrane stadij ličinke traje od 5 do 10 dana, stadij kukuljice dva dana. Niske temperature usporavaju vrijeme razvoja. Ličinke i odrasli mogu se pronaći od travnja ili svibnja do studenoga. Odrasle jedinke ženki žive nekoliko tjedana. Vrijeme od izlijeganja do uzimanja prvog krvnog obroka traje od dva do tri dana, vremensko razdoblje između dva polaganja jajašaca traje približno pet dana. Ženka u toku svog života prosječno položi oko 350 jajašaca. Na otvorenom je zabilježeno najviše pet generacija u jednoj godini.
Ženke češće bodu danju i na otvorenome, u područjima guste infestacije aktivne su i u zatvorenim prostorima. Hrane se najradije na ljudima, zatim drugim sisavcima, vodozemcima, gmazovima što ovisi o prisutnosti domaćina. Odrasli lete do udaljenosti od 200 m.

## St. albopicta (Ae. albopictus) u Hrvatskoj
Krajem ljeta i u jesen 2005. azijski tigrasti komarac pronađen je u brojnim mjestima duž Jadranske obale. Na području Istre pronađen je u osam gradova na zapadnoj obali poluotoka. Ličinke su uzorkovane u različitim umjetnim leglima uključujući rabljene gume dovežene iz Slovenije i Italije ili morskim putem iz drugih zemalja. U Dalmaciji, vrsta St. albopicta (Ae. albopictus) pronađena je u Zadru, Splitu i Dubrovniku. U gradovima Dalmacije mjesta pronalaska su smještena u blizini gradskih luka što upućuje na vjerojatni dolazak komarca morskim putem. I tijekom 2006. bilježe se nalazi vrste u svim navedenim gradovima ali u znatno većem broju legla. Bilježe se i brojne dojave građana o molestiranju ove vrste.

### Grad Zagreb – pregled dosadašnjeg djelovanja i nalaza vrste St. albopicta (Ae. albopictus)
Na području grada Zagreba provodi se organizirano suzbijanje komaraca od 1931. godine kada je Gradski zdravstveni odsjek zbog povećanja broja oboljelih od malarije uveo «sistematsko tamanjenje komaraca koje se vršilo preko čitave godine i to ljeti u stajaćim vodama, a zimi u zgradama». U posljednjih tridesetak godina Zavod za javno zdravstvo grada Zagreba, Odjel za dezinfekciju, dezinsekciju i deratizaciju izrađuje Program suzbijanja komaraca za područje grada i obavlja stručni nadzor provođenja suzbijanja komaraca. U okviru svoje zadaće zaštite građana od prijenosnika zaraznih bolesti i drugih štetnika koji remete mir i ugrožavaju zdravlje građana, Zavod za javno zdravstvo grada Zagreba neprekidno istražuje i prati potencijalna i trajna legla komaraca, otkriva nova legla, istražuje vrste komaraca i njihovu rasprostranjenost na području grada, te provodi posebne programe istraživanja kao što je Program istraživanja komaraca na području parka Maksimir.
Prvi nalaz komaraca St. albopicta (Ae. albopictus) u Hrvatskoj zabilježen je u Zagrebu u listopadu 2004. tijekom istraživanja legla komaraca na području grada. Ličinke tigrastog komarca pronađene su u umjetnom leglu u šumi u jugoistočnom dijelu grada. U 2005. zabilježen je novi nalaz vrste, uzorkovane su ličinke i krilatice tigrastog komarca u skladišnom prostoru jedne od tvrtki za uvoz i trgovinu rabljenih guma. Tvrtka je smještena na zapadnom dijelu Zagreba, a rabljene gume - legla tigrastog komarca uvezene su iz sjeveroistočne Italije i skladištene na otvorenom. Tijekom 2006. Odjel za DDD do sada nije pronašao tigrastog komarca na već utvrđenim lokacijama, niti u novim, potencijalnim leglima ove vrste.

## Mjere suzbijanja
Dok će budući rezultati istraživanja i praćenja azijskog tigra St. albopicta (Ae. albopictus) u kontinentalnoj Hrvatskoj s hladijom klimom pokazati sposobnost njegove prilagodbe, priobalna Hrvatska s mediteranskom klimom pruža vrlo povoljne (ili gotovo idealne) uvjete za širenje i osvajanje novih staništa – umjetnih legla. U takva legla se pretvaraju različite odbačene posude, automobilske gume, nepropisno odbačen krupni otpad, neodržavani slivnici, različiti spremnici za vodu, vaze na grobljima i još mnoštvo sličnih predmeta različitih veličina, oblika i materijala koji nas okružuju.
Od prve pojave nove vrste komaraca u Hrvatskoj Zavod za javno zdravstvo grada Zagreba i Zavodi pojedinih Županija u okviru svoje epidemiološke aktivnosti, te Odjel za biologiju Sveučilišta J.J. Strosmayera u Osijeku, provode uz dosadašnja istraživanja komaraca i istraživanja tigrastog komarca te poduzimaju mjere s ciljem zaustavljanja njegovog širenja.
Zajednički im je cilj zaustaviti širenje ove nepoželjne vrste (ako je to moguće). Za ostvarenje cilja potrebno je organizirano i zajedničko djelovanje što većeg broja ustanova na razini županije, grada, općine, ili države koje uključuje: istraživanje rasprostranjenosti tigrastog komarca, kartiranje infestiranih područja, izradu i provedbu programa mjera suzbijanja za pojedina područja, nadzor i praćenje područja, edukaciju građana. 

## Vanjske poveznice
|  | Zajednički poslužitelj ima stranicu o temi Aedes albopictus    |
|  | Zajednički poslužitelj ima još gradiva o temi Aedes albopictus |
|  | Wikivrste imaju podatke o taksonu Aedes albopictus             |